# 中村萌子
中村 萌子（なかむら もえこ、1985年11月11日 - ）は日本のミュージカル女優、歌手。所属事務所はニチエンプロダクション。コーラスグループ「アンサンブル・コノハ」のリーダー。

## 出演

### テレビ番組
- 『それいけ!アンパンマンくらぶ』（うたであそぼう）
- 『Oha!4 NEWS LIVE』（日本テレビ、2007年4月 - 2008年3月26日、水曜日担当）
- 『THEカラオケ★バトル』（テレビ東京系）
  - 2016年3月23日 - 「プロ激オシ新星」初出場で初優勝。RiRiKAから推薦を受け、初出場で初優勝。
  - 2016年5月4日 - 「歌の異種格闘技戦10」RiRiKAに敗れ、予選敗退。
  - 2016年8月31日 - 「最強女子ボーカリスト4」決勝でRiRiKAに敗れる。
  - 2016年10月12日 - 「 2016年間王者決定戦」 予選敗退。
  - 2016年11月2日 - 「最強女子ボーカリストNo.1決定戦5」 RiRiKAに敗れ、予選敗退。
- 2017年1月『2017プロ初戦！歌の異種格闘技戦』3位
- 2017年3月『春のグランプリ４時間スペシャル』 8位
- 2017年6月『今シーズントップ７初参戦！歌の異種格闘技戦』 宮本美季に敗れ、予選敗退。
- 2017年10月『2017年間チャンピオン決定戦　4時間スペシャル』 8位
- 2018年3月 『春のグランプリ4時間スペシャル』初のトップ7入り

・2018年5月 『最強女子ボーカリスト決定戦』
初の100点満点獲得 2度目の優勝
・2018年8月 『歌の異種格闘技戦』 準優勝
・2018年10月 『2018年間チャンピオン決定戦』 9位
日本テレビ
- 「ものまねグランプリ」ケルティック・ウーマン歌まね（2016年）
- 「news every.」戦後70年企画 「今、私がいる理由」（2015年）
- 「嵐にしやがれ」 『Nステ』MC役 （2013年） *「世界まる見え!テレビ特捜部」SP（ブータン篇）歌うリポーター（2012年）
- NOTTV

「100％宝塚」最終回ゲスト（エスコート：瀬央ゆりあ（2014年） 
- スターチャンネル

「週刊パトレイバー」リポーター（2014年）
- ＡＸＮ

「colors of Malaysia」（マレーシア観光紹介番組） GOLD篇 旅人（2013年）
NHK
- 「まれ」第16週『カップスイーツバトル』アシスタントMC役（2015年）

BSNHK
- 「ハードナッツ！」リポーター役（2013年）

### 舞台
- テンダープロプロデュース 朗読劇「遠き夏の日2025」（2025年上演予定）[1][2]

・東宝「レ・ミゼラブル」宿屋の女房
（2021年、2019年、帝国劇場・博多座・梅田芸術劇場・御園座）
・ミュージカル「Woman〜源氏物語より〜」主演 カオリ役 （2018年）
・ミュージカル「レンジャー」 ヒロイン 結城花菜/ホワイト役（2017年/2016年）
・ミュージカル「Victory」安西ひかり役（2017年9月）
・ミュージカル「ひめゆり」 ゆき役（2017年/2016年/2015年/2014年）
・ミュージカル「Sign」Woman＃２役（2017年3月）
・ミュージカル「月に歌えば」彼女役（2016年）
・ミュージカル「I HAVE A DREAM」フィリス役（2016年） 
・「しあわせのタネ」ヒロイン重森香織役（2015年） 
・劇団EXILE公演「Tomorrow Never Dies～やってこない明日はない～」増田恭子 役（2015年）
・ミュージカル「タイム・フライズ」花村千秋役（2014年） 
・グランベーネ歌劇団オペラ「フィガロの結婚」バルバリーナ役

## 作品

### 参加作品
- アンサンブル・コノハ1stアルバム

「ただいま –コノハ愛唱名曲集–」
2020年3月18日発売 。FRCA-1301　
・「THEカラオケ★バトル」5th Anniversary BEST
歌：「雪の華」、「希望のSwitch」、「Thank you for the song」
（番組王者が終結した５周年記念ベストアルバム、新エンディング曲やチャリティーソングも収録／2019年3月発売）
- アンサンブル・コノハ1stシングル

「ふるさとの朝」
2018年5月16日発売。FRCA-1288
- テレビ東京系『THEカラオケ★バトル BEST ALBUM』（2016年12月21日発売。PCCA-04463）
  - M-1「Over and Over 〜夢は終わらない」（K★Bオールスターズ）
  - M-8「おひさま〜大切なあなたへ」（平原綾香のカバー。）
- 「心に咲く愛唱名曲集100選 CD5巻+カラオケCD5巻+楽譜集」[3]